# Colmar
Colmar (kiejtés: kɔlmaʁ) város Franciaország északkeleti részén, Grand Est régióban (korábban Elzász régióban),  Haut-Rhin megye székhelye. A Vogézek hegyláncánál elterülő település Strasbourgtól 64 kilométerre dél-délnyugati irányban helyezkedik el, a Lauch folyó mentén, melyet csatorna köt össze a Rajnával
A legelzásziabb városnak tartják sokan ezt a nagy történelmi múltú települést, amely Nagy Károly óta a királyok kedvelt városa, nevét a királyi palota egyik tornyáról, a galambok tornyáról kapta.

## Története
Colmar polgárai sok csatát vívtak szabadságukért, lelkes támogatói voltak a szabadság és a francia forradalom eszméinek. Egy ideig Voltaire számára is ez a város adott lakóhelyet. 1870 után német birtokba került egészen az első világháborús német vereségig, ezután újra Franciaország részét képezte. A második világháború ideje alatt német megszállás alatt állt, majd 1945 után lett ismét Franciaország része.

## Népesség
| Lakosok száma | 67 956 | 70 284 | 71 445 | 69 105 | 68 703 | 68 682 | 68 294 | 67 730 | 67 360 |
|               | 2013   | 2015   | 2016   | 2017   | 2018   | 2019   | 2020   | 2021   | 2022   |

## Látnivalók
- Maison des Arcades – két nyolcszögletű toronnyal szegélyezett épület, 1609-ben épült. Vele szemben található szökőkút a város szülötte, Frédéric Bartholdi alkotása, Lazarus von Schwendi emlékét örökíti meg.
- Église St-Matthieu – Ferences rendi templom.
- Ancienne Douane – a régi vámház, 1480-ban épült. Emeleti nagyterme volt a Décapole, a feudális uralom ellen a XIV. században összeszövetkezett tíz elzászi szabad város tanácsának ülésterme.
- Maison Pfister – árkádos, galériás, tornyos, freskókkal díszített épülete 1537-ből való, egy tehetős polgárcsalád háza volt.
- Musée Bartholdi – a 19. század jelentős szobrásza, a New York-i Szabadság-szobor alkotójának szülőháza és emlékmúzeuma.
- Ancien Corps de garde – 1575-ben épült a város régi laktanyája, szép reneszánsz loggiával.
- Maison Adolphole – a legrégebbi ház a városban, 1350-ben épült.
- Collégiale St-Martin – a jellegzetes elzászi vörös mészkőből épült, díszes majolikacserepes templom a XII-XIV. századból, homlokzatát csak egy torony díszíti. Furcsa toronysisakja, a kínai kalap alatt hatalmas napóra látható. A legértékesebb része a jobb oldali kereszthajó kapuja, alul román, felül gótikus timpanonnal, 143 alakból álló szoborcsoporttal. Baloldalt a negyedik alak maga a szobrász, Maisters Humbret.
- Église des Dominicains – alapkövét Habsburg Rudolf császár rakta le 1283-ban, de az építkezés csak jó kétszáz évvel később fejeződött be.
- Musée d’Unterlinden – az ország egyik leghíresebb múzeuma. Az egykori kolostorépület a XIII. századtól az Ágoston-rendi, majd dominikánus barátok kolostora volt, a francia forradalom során lakatlanná vált majd az 1848-as forradalom idején laktanya lett belőle, végül 1853-ban nyitotta meg kapuit múzeumként. Itt található a késő középkor és a kora reneszánsz elzászi művészetének legjelentősebb gyűjteménye, köztük olyan művészek alkotásai, mint Martin Schongauer, vagy Matthias Grünewald. Legnagyobb kincse Matthias Grünewald világhírű alkotása, az isenheimi szárnyas oltár (Retable d’Issenheim), amelyet a közeli kisváros (Issenheim) templomából a francia forradalom éveiben menekítettek át Colmarba.[2]
- Fontaine du Vigneron – Bartholdi másik szökőkútja a folyópart közelében áll, és az elzászi borok dicsőségét hirdeti.

## Testvérvárosai
- - Abingdon-on-Thames, 1978 óta
- - Kismarton, 1984 óta
- -  Győr, 1993 óta
- - Lucca, 1962 óta
- - Princeton, 1987 óta
- - Schongau, 1962 óta
- - Sint-Niklaas, 1962 óta

Partnervárosok:
- - Limbé, 2007 óta
- - Togliatti

## Galéria

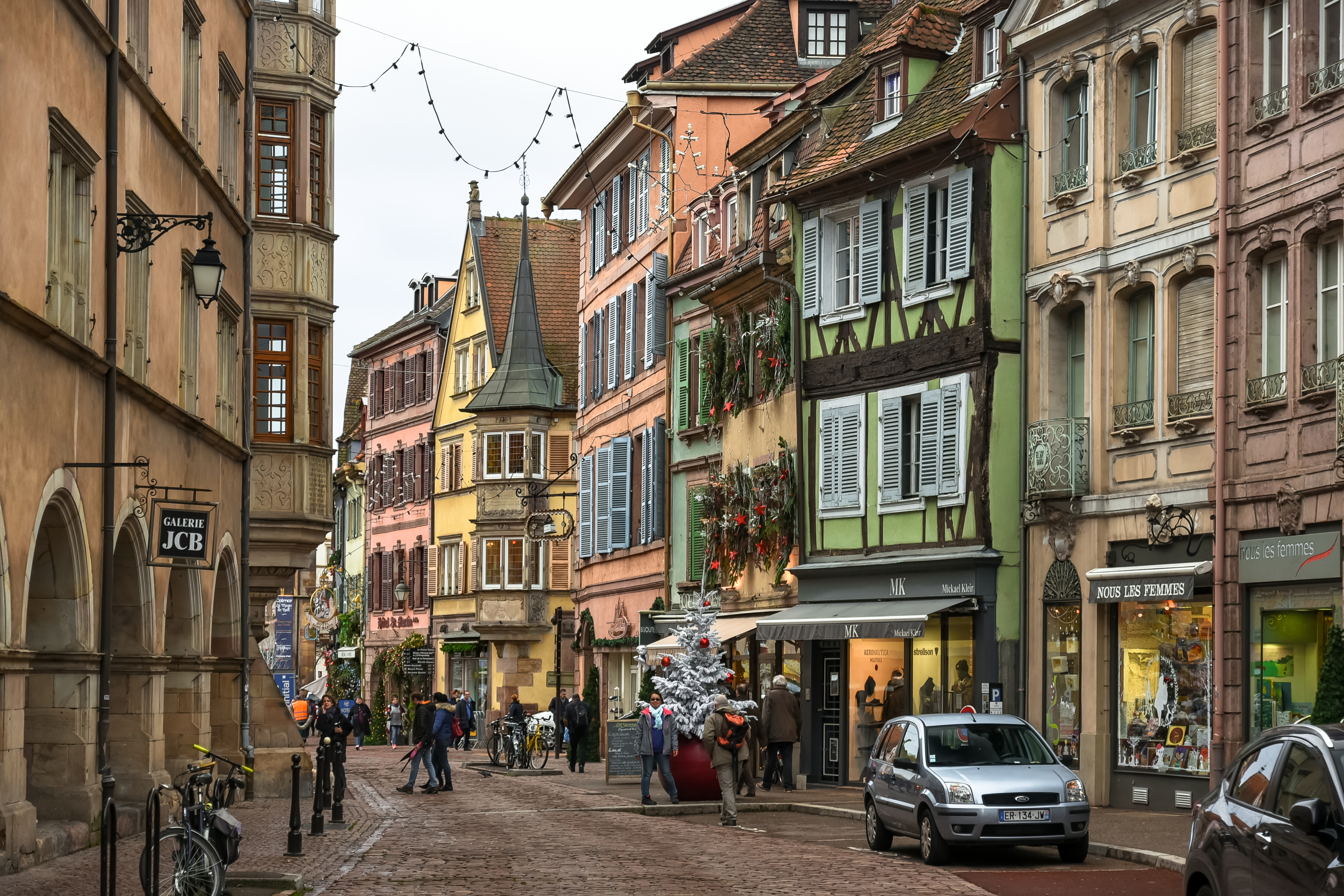
Óvárosi utcakép
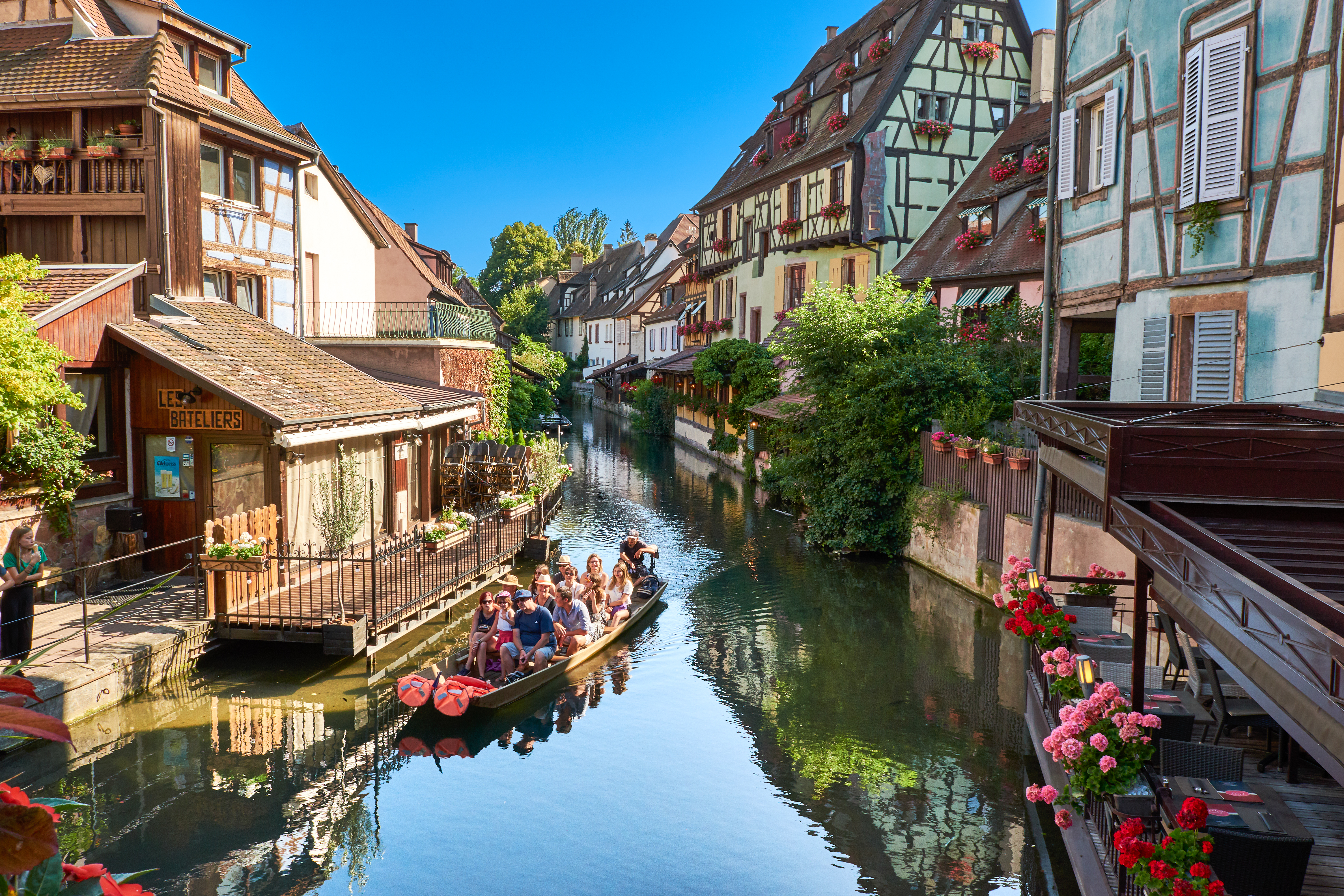
A város egy csatornája
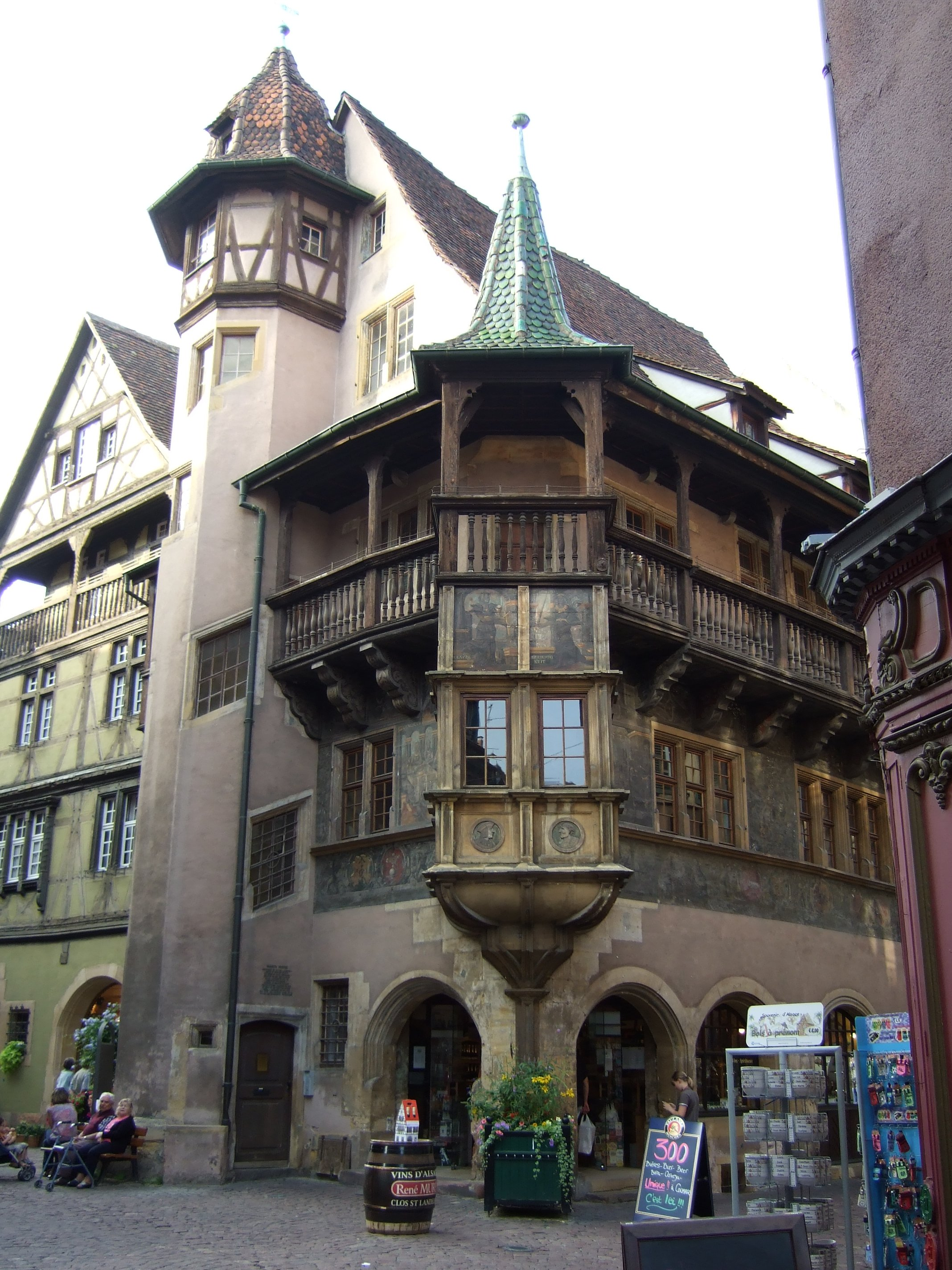
Maison Pfister
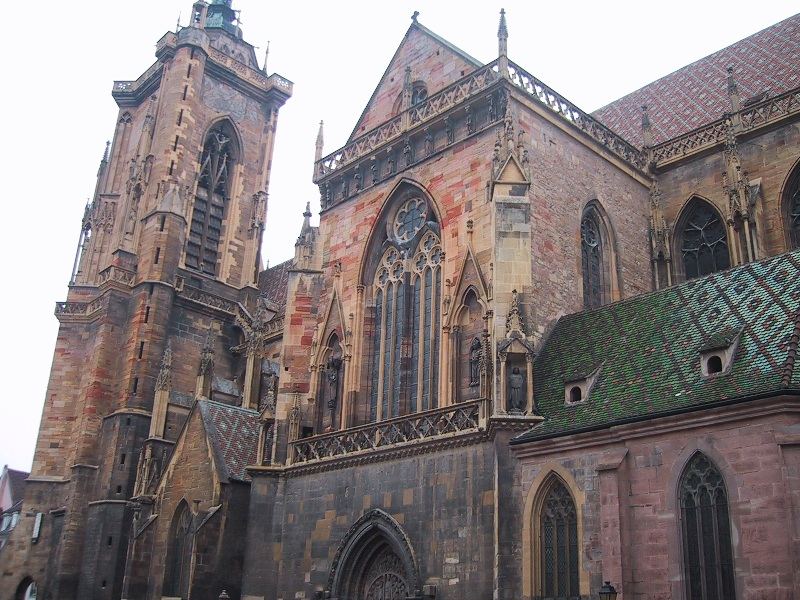
Collégiale St-Martin
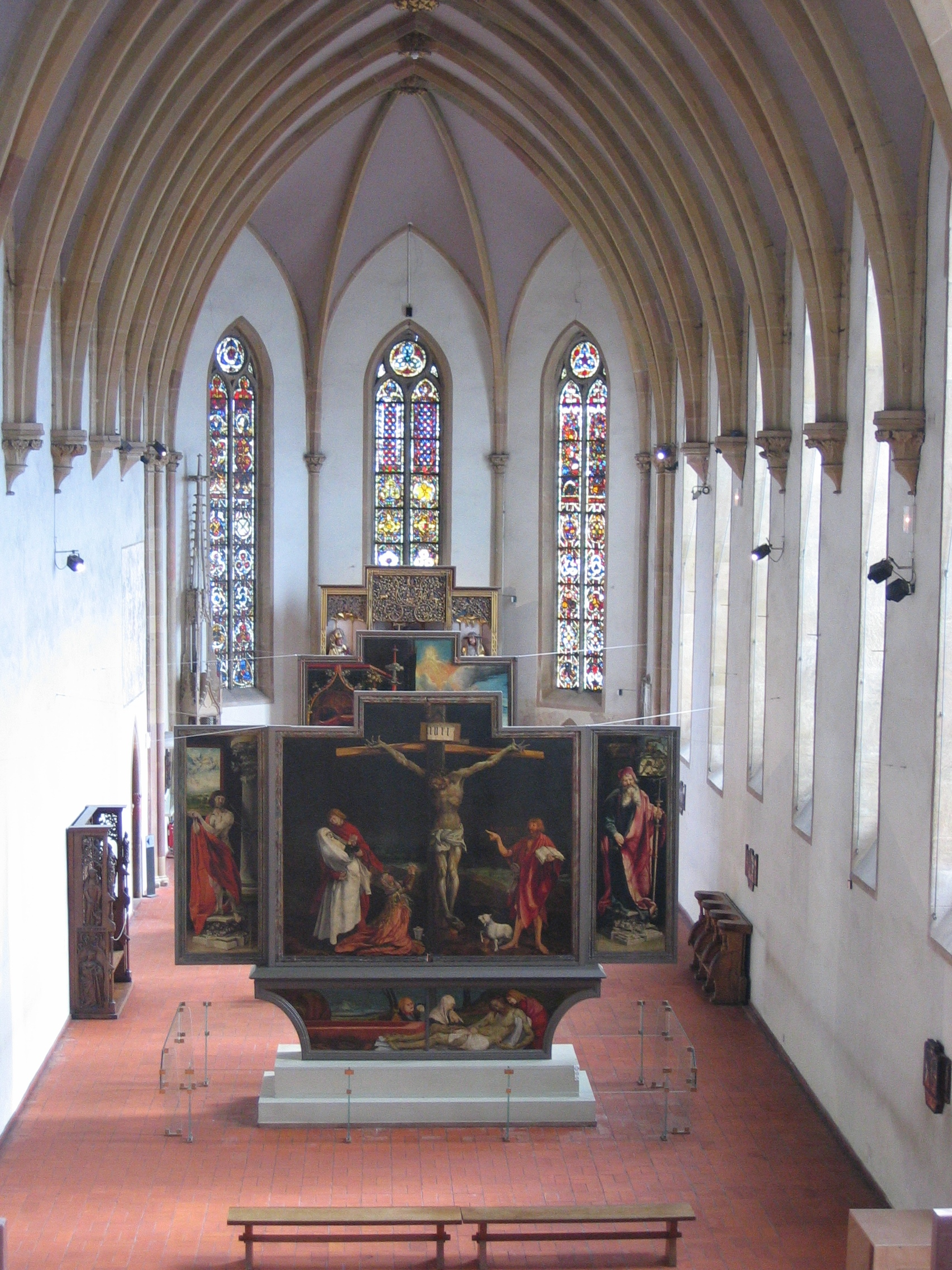
Az isenheimi szárnyas oltár